# Сельскохозяйственная школа имени Кадури
Сельскохозяйственная школа имени Кадури (ивр. בית הספר החקלאי כדורי‎ — Бейт ха-сефер ха-хаклаи кадури) — это сельскохозяйственная школа и молодёжная деревня в Израиле. Школа расположена рядом с горой Фавор в Нижней Галилее, в двух километрах севернее мошава Кфар-Тавор, основана в 1933 году.

## История
Кадури является одной из двух сельскохозяйственных школ, основанных во времена Британского мандата в Палестине. В своем завещании, известный еврейский филантроп сэр Элияху Кадури, пожертвовал £100 тыс. для инвестиций в развитие Палестины. Герберт Сэмюэл создал специальный комитет, который и должен был определить как использовать деньги. На средства Кадури, были построены две сельскохозяйственные школы, одна в Тулькарме (для арабов), другая около поселения Кфар-Тавор (для евреев). Обе школы получили название от имени знаменитого филантропа. Сельскохозяйственная школа Кадури, считалась одной из лучших школ в подмандатной Палестине.

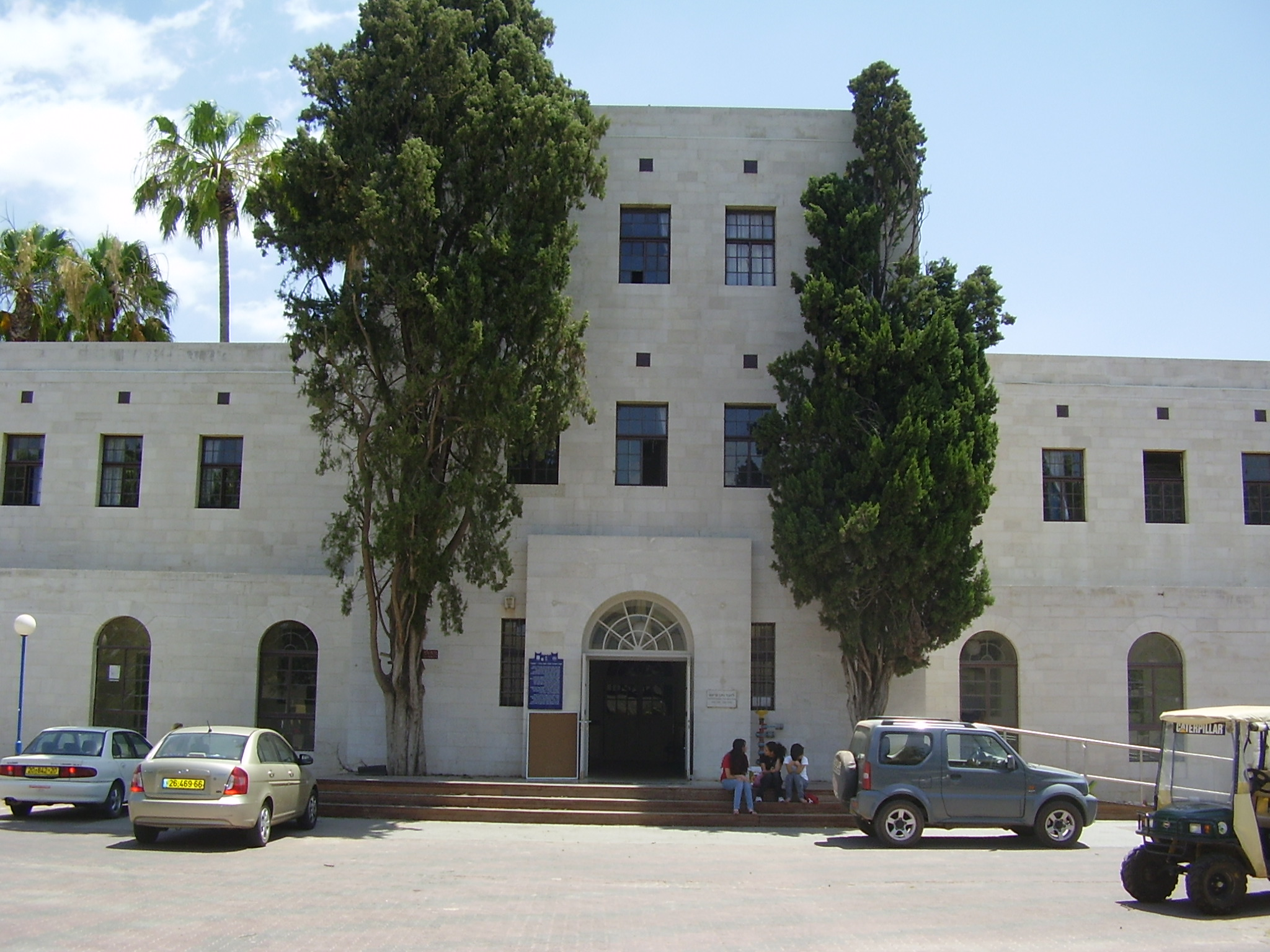

Школа была открыта 20 июня 1934 года. Школа Кадури — это профессиональное техническое училище сельскохозяйственной направленности.
В настоящее время, Школа Кадури является одной из школ участвующих в программе Наале.

## Население
По данным Центрального статистического бюро Израиля, население на начало 2020 года составляло 247 человек.

## Известные выпускники
- Ицхак Рабин — израильский политический и военный деятель. Шестой и одиннадцатый премьер-министр Израиля. Лауреат Нобелевской премии мира (1994)[4].
- Игаль Алон — государственный и военный деятель Израиля. Занимал пост министра труда, заместителя премьер—министра и министра иностранных дел[5].
- Хаим Гури — израильский поэт, прозаик, журналист и кинорежиссер. Лауреат Премии имени Соколова 1961 года, Литературной премии имени Бялика[6].
- Эли Яцпан — израильский комик и телеведущий[7].
- Карла Линн — израильский общественный деятель.